# Faba glabra
Faba glabra är en kräftdjursart som beskrevs av Hugo Frederik Nierstrasz och Brender à Brandis 1930. Faba glabra ingår i släktet Faba och familjen Cryptoniscidae. Inga underarter finns listade i Catalogue of Life.